# Jerzy Regulski

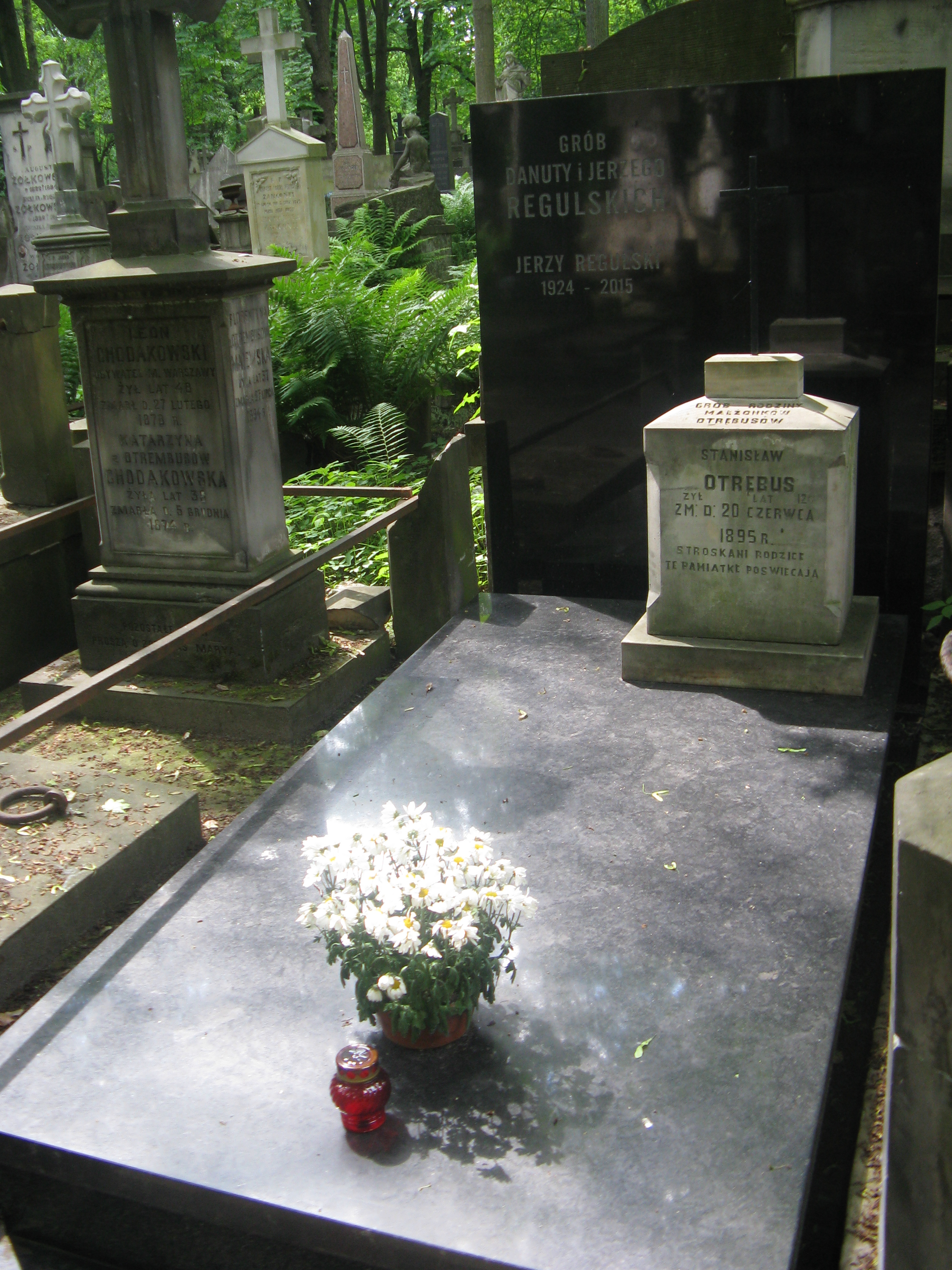
Nagrobek Jerzego Regulskiego

Jerzy Juliusz Regulski (ur. 9 lipca 1924 w Żółwinie, zm. 12 lutego 2015 w Warszawie) – polski ekonomista i nauczyciel akademicki, profesor nauk ekonomicznych. Od 2010 do 2015 doradca społeczny prezydenta RP ds. samorządu, ekspert z zakresu samorządu terytorialnego, senator I kadencji. Kawaler Orderu Orła Białego.

## Życiorys
Jerzy Regulski urodził się w Żółwinie w dworze w Zarybiu. Był praprawnukiem pułkownika Józefa Regulskiego, synem Janusza i Haliny z domu Maciejowskiej. W maju 1942 został członkiem Organizacji Wojskowej Związek Jaszczurczy. We wrześniu tego samego roku wstąpił do Szkoły Podchorążych Piechoty Narodowych Sił Zbrojnych w Warszawie. Od listopada 1943 był dowódcą drużyny w plutonie łączności w ramach NSZ, a od września 1944 – adiutantem komendanta okręgu częstochowskiego NSZ. W listopadzie 1945 został zatrzymany przez funkcjonariuszy MBP, następnie był więziony i torturowany w więzieniu mokotowskim. Został zwolniony warunkowo w październiku 1946.
Ukończył studia na Wydziale Inżynierii Politechniki Warszawskiej i w paryskim Centre de Recherche d'Urbanisme. Uzyskiwał stopnie doktora i doktora habilitowanego, następnie został kolejno profesorem nadzwyczajnym i profesorem zwyczajnym (1985). Specjalizował się w ekonomice rozwoju miast i planowaniu przestrzennym. Opublikował ponad 200 książek i rozpraw, wykładał na kilkudziesięciu uniwersytetach. Otrzymał tytuły doktora honoris causa Uniwersytetu Łódzkiego oraz duńskiego Uniwersytetu w Roskilde.
Od lat 80. organizował badania nad odtworzeniem samorządu terytorialnego. Podczas rozmów Okrągłego Stołu w 1989 był jednym ze współprzewodniczących zespołu ds. samorządowych. W tym samym roku został senatorem I kadencji z województwa jeleniogórskiego z ramienia Komitetu Obywatelskiego, następnie przystąpił do ROAD i Unii Demokratycznej. Kierował pracami parlamentarnymi nad pakietem reformy samorządowej, by następnie, jako pełnomocnik rządu ds. reformy samorządu terytorialnego, koordynować od 1990 wprowadzanie jej w życie. W latach 1992–1997 pełnił funkcję ambasadora, stałego przedstawiciela RP przy Radzie Europy w Strasburgu. Był także przewodniczącym Rady ds. Reform Ustrojowych Państwa przy prezesie Rady Ministrów w okresie rządu Jerzego Buzka.
W 1989 należał do inicjatorów powołania Fundacji Rozwoju Demokracji Lokalnej, w której do śmierci zajmował stanowisko prezesa. W 2007 zasiadł w radzie programowej reaktywowanego przez Stefana Bratkowskiego Konwersatorium Doświadczenie i Przyszłość. Był członkiem komitetu poparcia Bronisława Komorowskiego przed przedterminowymi wyborami prezydenckimi w 2010. 7 października 2010 został powołany na stanowisko doradcy społecznego prezydenta ds. samorządu.
W 2014 opublikował wspomnienia Życie splecione z Historią (Zakład Narodowy im. Ossolińskich, Wrocław 2014, ISBN 978-83-61056-63-8).

## Odznaczenia, wyróżnienia i upamiętnienie
Postanowieniem z 16 kwietnia 2012, w uznaniu znamienitych zasług dla Rzeczypospolitej Polskiej, za wybitne osiągnięcia w transformacji politycznej i ustrojowej kraju, za konstruktywne działania na rzecz rozwoju demokracji lokalnej i reformy samorządu terytorialnego, odznaczony Orderem Orła Białego, którym został uhonorowany 3 maja 2012.
W 1999, za wybitne zasługi w działalności państwowej i publicznej, postanowieniem z 15 lipca zmienionym postanowieniem z 5 listopada prezydent Aleksander Kwaśniewski nadał mu Krzyż Wielki Orderu Odrodzenia Polski.
W 2015 pośmiertnie odznaczony Odznaką Honorową za Zasługi dla Samorządu Terytorialnego. Był odznaczony również Krzyżem Narodowego Czynu Zbrojnego i Medalem „Pro Memoria”.
Został wyróżniony medalem Krajowego Sejmiku Samorządu Terytorialnego (1994). Otrzymał Nagrodę im. Grzegorza Palki za zasługi dla samorządu oraz nagrodę polskich stowarzyszeń samorządowych za przeprowadzenie reformy ustrojowej państwa (2000) oraz Odznakę Honorową za Zasługi dla Województwa Lubuskiego (2010).
W 2010 został honorowym obywatelem miasta Podkowa Leśna, a 2012 honorowym obywatelem Warszawy.
W 2016 ustanowiono Nagrodę im. Jerzego Regulskiego. W 2020 upamiętniono go tablicą na budynku siedziby Wielkopolskiego Ośrodka Kształcenia i Studiów Samorządowych przy ul. Sienkiewicza 22 w Poznaniu z okazji 30-lecia odrodzenia samorządu terytorialnego w Polsce.
W 2021 jego imieniem nazwano aleję w parku Tadeusza Mazowieckiego w Warszawie.